# Maillot bleu

Maillot bleu

Le maillot bleu est un maillot distinctif de couleur bleue porté par le coureur occupant la première place d'un classement au cours de certaines compétitions par étapes de cyclisme sur route.

## Le maillot bleu sur les grands tours
Le maillot est attribué sur les grands tours pour le leader de différents classements :
- Tour d'Italie : 
  - classement intergiro (de 1989 à 2005)
  - classement de la montagne (depuis 2012)

- Tour d'Espagne :
  - classement par points (en 1945, de 1955 à 1986 et de 1990 à 2008)
  - classement du combiné (en 2006)

## Le maillot bleu sur les autres courses

### Pour le classement général
Il peut récompenser le leader du classement général :
- Tirreno-Adriatico

### Pour le classement par points
- Eneco Tour
- Tour de Catalogne
- Tour Down Under (depuis 1999)
- Tour de Pologne
- Tour de Luxembourg

### Pour le classement du meilleur jeune
Il peut récompenser le leader du classement du meilleur jeune :
- Tour du Qatar
- Tour de l'Abitibi

### Pour le classement du combiné
Il peut également récompenser le leader du classement du combiné :
- Critérium du Dauphiné
- Tour cycliste international de la Guadeloupe

### Pour le classement du meilleur sprinteur
- Tour du Limousin-Nouvelle-Aquitaine